# Liste der denkmalgeschützten Objekte in Scharnitz
Die Liste der denkmalgeschützten Objekte in Scharnitz enthält die 21 denkmalgeschützten, unbeweglichen Objekte der Gemeinde Scharnitz.

## Denkmäler
| Foto |                 | Denkmal | Standort                                                     | Beschreibung | Metadaten |
| ---- | --------------- | --- | ------------------------------------------------------------ | --- | --- |
| ja   | Datei hochladen | Bildstock hl. Johannes Nepomuk HERIS-ID: 83237 Objekt-ID: 97110 TKK: 37493                                     | Auweg 524, in der Nähe Standort KG: Scharnitz                | Der gemauerte Bildstock hat einen runden Abschluss und ein offenes Satteldach. Die qualitätsvolle, polychrome und lebensgroße Holzskulptur des hl. Johannes Nepomuk stammt aus der Mitte des 18. Jahrhunderts. | BDA-Hist.: Q38180272 Status: § 2a Stand der BDA-Liste: 2025-06-30 Name: Bildstock hl. Johannes Nepomuk GstNr.: 877/2                                           |
| ja   | Datei hochladen | Aufnahmsgebäude Scharnitz, Magazin HERIS-ID: 81941 Objekt-ID: 95736 TKK: 37508                                 | Bahnhofstraße 63 Standort KG: Scharnitz                      | Die Mittenwaldbahn ist eine elektrische Lokalbahn, die ab 1905 von Josef Riehl und Wilhelm Carl von Doderer geplant und 1910–1912 gebaut wurde. Aufgrund der vielen Tunnel und Brücken war sie gemessen an ihrer Länge eines der teuersten Bahnprojekte ihrer Zeit. Wie alle original erhaltenen Bahnhöfe der Mittenwaldbahn ist dieses Aufnahmsgebäude am Heimatstil orientiert. | BDA-Hist.: Q110434535 Status: Bescheid Stand der BDA-Liste: 2025-06-30 Name: Aufnahmsgebäude Scharnitz, Magazin GstNr.: .212 Aufnahmsgebäude Bahnhof Scharnitz |
| ja   | Datei hochladen | Rottenunterkunft Gießenbach HERIS-ID: 81935 Objekt-ID: 95730 TKK: 37513                                        | Gießenbach 136 Standort KG: Scharnitz                        | Der Bau in Hanglage, der als Rottenunterkunft und Bahnhofsgebäude dient, wurde um 1912 im Heimatstil errichtet. Das talseitig drei-, bahnsteigseitig eingeschoßige Gebäude über annähernd quadratischem Grundriss ist mit einem Walmdach gedeckt. | BDA-Hist.: Q38177190 Status: Bescheid Stand der BDA-Liste: 2025-06-30 Name: Rottenunterkunft Gießenbach GstNr.: .209 Bahnhof Gießenbach                        |
| ja   | Datei hochladen | Zollwohn- und Wachgebäude HERIS-ID: 13564 Objekt-ID: 9771 TKK: 37503                                           | Innsbruckerstraße 47 Standort KG: Scharnitz                  | Der langgestreckte, zweigeschoßige Bau aus dem 19. Jahrhundert schließt unmittelbar an Mauerreste der um 1670 errichteten Befestigungsanlage Porta Claudia an und integriert diese teilweise. Die Westfassade ist im Erdgeschoß mit Arkaden über Natursteinpfeilern gestaltet. | BDA-Hist.: Q38181074 Status: Bescheid Stand der BDA-Liste: 2025-06-30 Name: Zollwohn- und Wachgebäude GstNr.: 47                                               |
| ja   | Datei hochladen | Wohnhaus, ehem. Zeughaus HERIS-ID: 46704 Objekt-ID: 48836 TKK: 37504                                           | Innsbruckerstraße 49 Standort KG: Scharnitz                  | Das heute als Wohnhaus genutzte Gebäude wurde im Zusammenhang mit der Befestigungsanlage Porta Claudia 1633 als Zeughaus errichtet. Der dreigeschoßige Bau über rechteckigem Grundriss hat ein scharschindelgedecktes Pfettendach und aufgrund seiner ursprünglichen Funktion bis zu 2,5 m dicke Mauern. | BDA-Hist.: Q38023118 Status: Bescheid Stand der BDA-Liste: 2025-06-30 Name: Wohnhaus, ehem. Zeughaus GstNr.: .11, .12                                          |
| ja   | Datei hochladen | Kath. Pfarrkirche Mariahilf und ehem. Friedhof HERIS-ID: 83165 Objekt-ID: 97034 TKK: 19562, 37482              | gegenüber Innsbruckerstraße 124 Standort KG: Scharnitz       | Eine erste Kirche wurde 1630 urkundlich erwähnt. Ein Bau von 1797 wurde 1809 durch Brand zerstört, der Nachfolgebau 1893 ebenso. Der heutige Bau wurde 1896 nach Plänen von Peter Huter errichtet und besteht aus einem vierachsigen Langhaus mit einjochigem, eingezogenem und abgesetztem Chor und in die schmale Vorhalle integriertem Westturm. Über dem Nordportal befindet sich Wandbild des hl. Josef als Nährvater von 1972. Das Innere weist eine Stichkappentonne im Langhaus und Flachkuppel im Chor auf. Die Ausstattung, darunter ein Fresko Mariahilf und Glasmalereien, wurde zwischen 1954 und 1961 von Max Spielmann geschaffen, das Terrakottarelief der zwölf Apostel stammt von Ilse Glaninger-Balzar. | BDA-Hist.: Q38180028 Status: § 2a Stand der BDA-Liste: 2025-06-30 Name: Kath. Pfarrkirche Mariahilf und ehem. Friedhof GstNr.: .95, 226 Pfarrkirche Scharnitz  |
| ja   | Datei hochladen | 12 Stationsbildstöcke HERIS-ID: 83231 Objekt-ID: 97103 TKK: 47979, 47978, 37490, …                             | Porta-Claudia-Straße 14, in der Nähe Standort KG: Scharnitz  | Die 12 gemauerten Nischenbildstöcke mit Satteldach auf dem Weg zum Kalvarienberg stammen vom Ende des 19. Jahrhunderts. Fünf Bildstöcke wurden 1905 erneuert. In den dreieckig geschlossenen Nischen befanden sich einfache, naiv gemalte Stationsbilder. Diese Stationsbilder wurden 1981/1982 getauscht, die aktuellen Bilder stammen vom Rietzer Maler Martin Juen. | BDA-Hist.: Q38180236 Status: § 2a Stand der BDA-Liste: 2025-06-30 Name: 12 Stationsbildstöcke GstNr.: 572/1 Kalvarienberg, Scharnitz                           |
| ja   | Datei hochladen | Kalvarienbergkapelle, Kreuzkapelle HERIS-ID: 83234 Objekt-ID: 97106 TKK: 37491                                 | Porta-Claudia-Straße 14, nördlich Standort KG: Scharnitz     | Die offene gemauerte Kapelle am Kalvarienberg mit ihrem hölzernen Satteldach wurde um 1950 errichtet. An der Innenwand ein monumentales Kruzifix vom Ende des 19. Jahrhunderts. | BDA-Hist.: Q38180245 Status: § 2a Stand der BDA-Liste: 2025-06-30 Name: Kalvarienbergkapelle, Kreuzkapelle GstNr.: 572/1 Kreuzkapelle, Scharnitz               |
| ja   | Datei hochladen | Grabkapelle HERIS-ID: 83236 Objekt-ID: 97108 TKK: 37492                                                        | Porta-Claudia-Straße 229, südwestlich Standort KG: Scharnitz | Die Grabkapelle wurde 1898 errichtet. Es ist eine in die Erde gebaute fensterlose Kapelle mit rundbogig geschlossener Türöffnung und einem Satteldach. Der hölzerne Grabchristus innen in einer Grabnische stammt vom Ende des 19. Jahrhunderts. | BDA-Hist.: Q38180255 Status: § 2a Stand der BDA-Liste: 2025-06-30 Name: Grabkapelle GstNr.: 572/1 Grabkapelle, Scharnitz                                       |
| ja   | Datei hochladen | Wehrmauer, Porta Claudia HERIS-ID: 83317 Objekt-ID: 97192 TKK: 37506                                           | Porta-Claudia-Straße 228, in der Nähe Standort KG: Scharnitz | Die Mauern sind die Reste der ab 1633 unter Claudia de’ Medici im Rahmen der Verteidigungsmaßnahmen während des Dreißigjährigen Krieges errichteten Talsperre Porta Claudia, die 1704 zerstört, dann wieder aufgebaut und 1805 geschleift wurde. | BDA-Hist.: Q64487360 Status: § 2a Stand der BDA-Liste: 2025-06-30 Name: Wehrmauer, Porta Claudia GstNr.: 572/1, .2 Porta Claudia                               |
| BW   | Datei hochladen | 3 Brücken vor Brücke Hartlesklammbach HERIS-ID: 11761 Objekt-ID: 7875 TKK: 116388                              | Standort KG: Scharnitz                                       | Teil der Mittenwaldbahn | BDA-Hist.: Q38111900 Status: Bescheid Stand der BDA-Liste: 2025-06-30 Name: 3 Brücken vor Brücke Hartlesklammbach GstNr.: 896                                  |
| ja   | Datei hochladen | Brücke zw. Aufnahmsgebäude Scharnitz und Waaghütte HERIS-ID: 81942 Objekt-ID: 95737 TKK: 116397                | Standort KG: Scharnitz                                       | Teil der Mittenwaldbahn | BDA-Hist.: Q38177255 Status: Bescheid Stand der BDA-Liste: 2025-06-30 Name: Brücke zw. AG Scharnitz und Waaghütte GstNr.: 898/1                                |
|      | Datei hochladen | Waaghütte HERIS-ID: 81943 Objekt-ID: 95738 TKK: 116395                                                         | KG: Scharnitz GstNr.: 898/1                                  | Das Bahnhofsgebäude Waaghütte ist Teil der Denkmalanlage Außerfern- und Mittenwaldbahn (ursprünglich auch Karwendelbahn genannt) von Innsbruck über Seefeld nach Reutte. Es wurde im Zeitraum 1905 bis 1913 erbaut. | BDA-Hist.: Q38177262 Status: Bescheid Stand der BDA-Liste: 2025-06-30 Name: Waaghütte                                                                          |
| ja   | Datei hochladen | Zählerhaus HERIS-ID: 81944 Objekt-ID: 95739 TKK: 116387                                                        | Standort KG: Scharnitz                                       | Das Zählerhaus wurde im Zuge des Baus der Mittenwaldbahn 1912 errichtet. Das turmartige Gebäude nahe der bayrischen Grenze diente zur gegenseitigen Abrechnung des durch das Ruetzkraftwerk gelieferten Bahnstroms. | BDA-Hist.: Q38177268 Status: Bescheid Stand der BDA-Liste: 2025-06-30 Name: Zählerhaus GstNr.: .215                                                            |
| ja   | Datei hochladen | Brücke Gießenbach HERIS-ID: 81936 Objekt-ID: 95731 TKK: 116391                                                 | Standort KG: Scharnitz                                       | | BDA-Hist.: Q38177201 Status: Bescheid Stand der BDA-Liste: 2025-06-30 Name: Brücke Gießenbach GstNr.: 896, 897 Gießenbachbrücke                                |
| ja   | Datei hochladen | 3 Brücken zw. Gießenbachbrücke und Isarviadukt HERIS-ID: 81937 Objekt-ID: 95732 TKK: 116392                    | Standort KG: Scharnitz                                       | Teil der Mittenwaldbahn Objektvermutungen: 2. Brücke: Lage; 3. Brücke: Lage | BDA-Hist.: Q38177211 Status: Bescheid Stand der BDA-Liste: 2025-06-30 Name: 3 Brücken zw. Gießenbachbrücke und Isarviadukt GstNr.: 897                         |
| ja   | Datei hochladen | 2 Isarviadukte beiderseits der Isarbrücke HERIS-ID: 81938 Objekt-ID: 95733 TKK: 116393                         | Standort KG: Scharnitz                                       | Die beiden Viadukte der Mittenwaldbahn (Lage südwestlicher und nordöstlicher Abschnitt) bilden einen integralen Bestandteil der Isarbrücke. | BDA-Hist.: Q38177220 Status: Bescheid Stand der BDA-Liste: 2025-06-30 Name: 2 Isarviadukte beiderseits der Isarbrücke GstNr.: 897, 877/2, 898/1 Isarviadukt    |
| ja   | Datei hochladen | Brücke Isar HERIS-ID: 81939 Objekt-ID: 95734 TKK: 116394                                                       | Standort KG: Scharnitz                                       | Teil der Mittenwaldbahn | BDA-Hist.: Q38177229 Status: Bescheid Stand der BDA-Liste: 2025-06-30 Name: Brücke Isar GstNr.: 897, 877/2, 898/1 Isarbrücke, Scharnitz                        |
| ja   | Datei hochladen | Straßenbrücke HERIS-ID: 81940 Objekt-ID: 95735 TKK: 116396                                                     | Inrain 81, bei Standort KG: Scharnitz                        | Im Zuge des Baus der Mittenwaldbahn zwischen 1905 und 1913 errichtete Betonbrücke. | BDA-Hist.: Q38177239 Status: Bescheid Stand der BDA-Liste: 2025-06-30 Name: Straßenbrücke GstNr.: 898/1 Straßenbrücke Goaßbichl, Scharnitz                     |
| BW   | Datei hochladen | Brücke Hartlesklammbach HERIS-ID: 81933 Objekt-ID: 95728 TKK: 116390                                           | Standort KG: Scharnitz                                       | Teil der Mittenwaldbahn | BDA-Hist.: Q38177163 Status: Bescheid Stand der BDA-Liste: 2025-06-30 Name: Brücke Hartlesklammbach GstNr.: 896                                                |
| ja   | Datei hochladen | Brücke zw. Hartlesklammbach-Brücke u. Rottenunterkunft Gießenbach HERIS-ID: 81934 Objekt-ID: 95729 TKK: 116389 | Standort KG: Scharnitz                                       | Teil der Mittenwaldbahn | BDA-Hist.: Q38177171 Status: Bescheid Stand der BDA-Liste: 2025-06-30 Name: Brücke zw. Hartlesklammbach-Brücke u. Rottenunterkunft Gießenbach GstNr.: 896      |